# What About Us (chanson de Pink)
Pour les articles homonymes, voir What About Us.
Singles de Pink
Waterfall (en)
(2017) Beautiful Trauma
(2017)
Pistes de Beautiful Trauma
Whatever You Want But We Lost It
What About Us est une chanson interprétée par la chanteuse américaine Pink qu'elle a écrite et composée avec Steve Mac et Johnny McDaid. Sortie en single le 10 août 2017, il s'agit du premier extrait de son septième album studio Beautiful Trauma.
Le clip de What About Us sort le 16 août 2017 sur la chaîne YouTube officielle. Il a été réalisé par Georgia Hudson.

## Liste des pistes
| 1. | What About Us | P!nk | 4:31 |

| 1. | What About Us (version principale) | 4:31 |
| 2. | What About Us (instrumentale)      | 4:32 |

| 1. | What About Us (Cash Cash Remix)    | 3:53 |
| 2. | What About Us (Madison Mars Remix) | 3:33 |
| 3. | What About Us (Pink Panda Remix)   | 3:19 |
| 4. | What About Us (Barry Harris Remix) | 3:41 |

## Classements hebdomadaires
| Classement (2017)                       | Meilleure position |
| --------------------------------------- | ------------------ |
| Allemagne (Media Control AG)            | 3                  |
| Australie (ARIA)                        | 1                  |
| Autriche (Ö3 Austria Top 40)            | 3                  |
| Belgique (Flandre Ultratop 50 Singles)  | 2                  |
| Belgique (Wallonie Ultratop 50 Singles) | 2                  |
| Canada (Canadian Hot 100)               | 6                  |
| Danemark (Tracklisten)                  | 21                 |
| Espagne (PROMUSICAE)                    | 55                 |
| États-Unis (Hot 100)                    | 13                 |
| États-Unis (Adult Contemporary)         | 1                  |
| États-Unis (Adult Top 40)               | 1                  |
| États-Unis (Hot Dance Club Songs)       | 1                  |
| États-Unis (Pop Airplay)                | 10                 |
| France (SNEP)                           | 2                  |
| Irlande (IRMA)                          | 5                  |
| Italie (FIMI)                           | 5                  |
| Nouvelle-Zélande (RMNZ)                 | 9                  |
| Norvège (VG-lista)                      | 20                 |
| Pays-Bas (Nederlandse Top 40)           | 1                  |
| Pays-Bas (Single Top 100)               | 9                  |
| Royaume-Uni (UK Singles Chart)          | 3                  |
| Suède (Sverigetopplistan)               | 15                 |
| Suisse (Schweizer Hitparade)            | 1                  |